# Whois

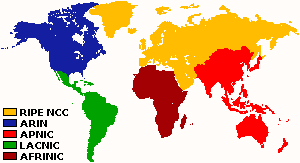
Verdeling Whois-servers

Whois (uitspraak: who is) is een protocol om gegevens van een domeinnaam of IP-adres te achterhalen door middel van een query/vraag aan een database. In een whois staan meestal de naam en contactgegevens van de eigenaar, de provider en nameservers van de DNS-servers.
Traditioneel werden whois-zoekopdrachten gedaan met het whois command line-programma (IETF standaard RFC3912) , maar tegenwoordig zijn er ook veel websites die deze service bieden. Deze resultaten van een zoekopdracht kunnen per domein verschillen. Omdat het aantal domeinnamen en nieuwe TLD's toeneemt is whois een handig programma waarmee eigenaren en registars van domeinen en IP-adresblokken met een enkele zoekopdracht direct opgezocht kunnen worden.

## Whois-servers (IP-adressen)
Voor IP-adressen gelden de volgende whois-servers:
| Gebied                               | Naam     | Whois-server                                                            | Opmerkingen                                                                                               |
| VS, Canada                           | ARIN     |                                                                         | Bevat ook delen van Oceanië.                                                                              |
| Europa, Midden-Oosten, Centraal-Azië | RIPE NCC | https://web.archive.org/web/20080507161609/http://www.db.ripe.net/whois | |
| Azië                                 | APNIC    | http://wq.apnic.net/apnic-bin/whois.pl                                  | |
| Zuid-Amerika                         | LACNIC   | https://web.archive.org/web/20191214185648/https://whois.lacnic.net/    | |
| Afrika                               | AfriNIC  | http://whois.afrinic.net                                                | |
| Wereldwijd                           | IANA     | http://whois.iana.org                                                   | IANA is het overkoepelende orgaan, dat via RIPE NCC, ARIN, LACNIC, AfriNIC en APNIC IP-adressen uitgeeft. |
| Wereldwijd                           | RADb     | http://www.radb.net/                                                    | RADb is een commerciële WHOIS service van Merit Inc.                                                      |

## Whois-servers domeinextensies
Voor domein-extensies zijn er ook whois-servers. Voor de meeste land-extensies geldt dat er één centrale whois-server is. Voor gTLD's als .com, .net en .org is het meestal gedistribueerd: er is dan één centrale whois-server (van het registry) die doorverwijst naar de instantie die daadwerkelijk het domein geregistreerd heeft. In onderstaand overzicht wordt alleen de server van het registry vermeld, en niet die van onderliggende registrars.
| Extensie | Omschrijving                              | Registry Operator        | Whois-server                                                                  | Opmerkingen                                        |
| .com     | Commercieel (Wereldwijd)                  | VeriSign                 | http://registrar.verisign-grs.com/whois/                                      |                                                    |
| .net     | Netwerk en infrastructuur (Wereldwijd)    | VeriSign                 | http://registrar.verisign-grs.com/whois/                                      |                                                    |
| .org     | Niet commerciële organisatie (Wereldwijd) | Public Internet Registry |                                                                               |                                                    |
| .info    | Informatie (Wereldwijd)                   | Afilias                  | http://whois.afilias.info                                                     |                                                    |
| .nl      | Nederland                                 | SIDN                     | https://web.archive.org/web/20101206172353/https://www.sidn.nl/over-nl/whois/ | command-line interface op whois.domain-registry.nl |
| .be      | België                                    | DNS.BE                   | http://www.dns.be                                                             |                                                    |
| .uk      | Verenigd Koninkrijk                       | Nominet                  | http://www.nic.uk                                                             |                                                    |

## Voorbeelden
Met whois kunnen op Unixachtige systemen de gegevensbestanden opgevraagd worden van onder meer de eigenaren van domeinnamen en IP-adresblokken en van registrars van TLD's. De uitvoer van een zoekopdracht kan vrij lang zijn en de gegevensbestanden kunnen op verschillende manieren geformatteerd zijn. Daarom kan het handig zijn om de uitvoer eerst naar een bestand te schrijven:
```
gebruiker@pc:~$
 whois xyz > xyz
gebruiker@pc:~$ whois example.com > example.com
gebruiker@pc:~$ whois 8.8.8.8 > 8.8.8.8
gebruiker@pc:~$ whois wikipedia.org > wikipedia.org
```

Vervolgens kunnen de gegevensbestanden bekeken (of eventueel gefilterd) worden:
```
gebruiker@pc:~$ cat 8.8.8.8 | less
gebruiker@pc:~$ cat wikipedia.org | grep -i ^admin
```